# Kom (nourriture)
Ne doit pas être confondu avec Kom.
Le kom ou come est un mets consommé au Ghana, au Togo et au Bénin. C'est une pâte fermentée fabriquée à base de maïs moulée dans des feuilles de maïs ou dans des sachets, généralement servi avec une sauce monyo et du piment noir (yébèssé fionfion en langue mina).

## Composition

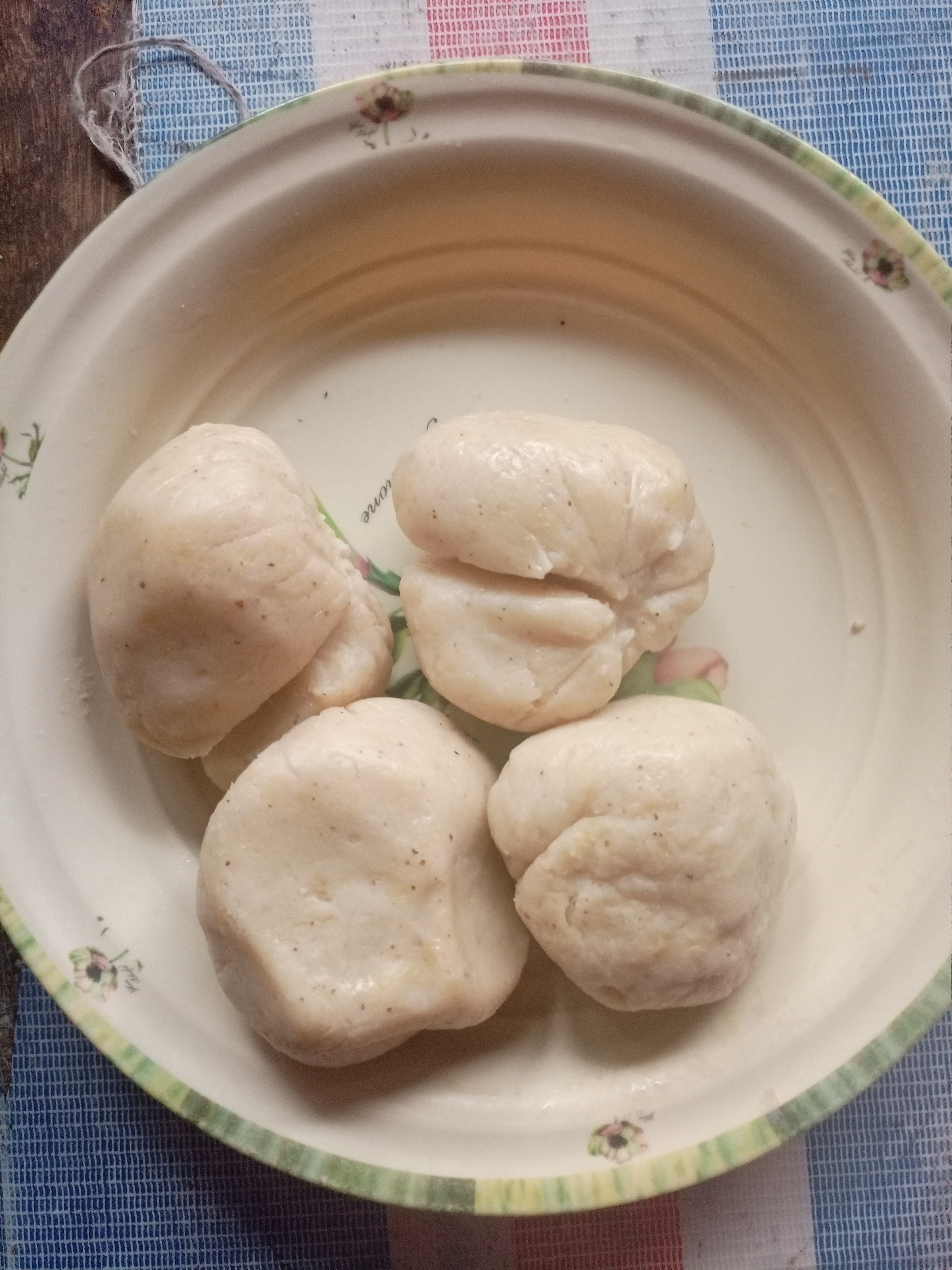

Le kom est composé de maïs, d'eau, d'amidon (agbéli) et de sel, le tout emballé dans ses sachets ou des feuilles de maïs.